# Estadio Polideportivo Islas Malvinas
El Estadio Polideportivo Islas Malvinas es un estadio ubicado en Mar del Plata, Argentina, construido para los XII Juegos Panamericanos de 1995. Está capacitado para ser escenario de deportes como básquetbol, balonmano, vóley, tenis y taekwondo así como también para albergar espectáculos de todo tipo, convenciones o exposiciones. 
En la ciudad, es principalmente conocido por ser el estadio donde el Club Atlético Peñarol juega sus partidos de básquet de primera división como local. Hasta el año 2024, el Club Atlético Quilmes lo utilizó con el mismo propósito.

## Instalaciones
El estadio está construido en el campo municipal de deportes de la ciudad. Cuenta con una superficie de 1,3 ha cubiertos de primer nivel internacional. Posee un área deportiva de 65 x 48 metros, con piso flotante de 24 x 43 m. 
Provee un acceso vehicular directo hasta el centro del complejo, lo cual permite la practicidad que vehículos de emergencia como ambulancias se encuentren al alcance en caso de una emergencia y también áreas de depósito, las cuales hacen posible el fácil ingreso de cualquier tipo de elemento o equipo (como por ejemplo: sonido, iluminación). Los accesos al público son 4 y las troneras de acceso a tribunas son 16, todas con sistemas de salida de emergencia, lo cual brinda máxima seguridad y fluidez para el ingreso y egreso al complejo. Toda la infraestructura de sanitarios, vestuarios sala de musculación, servicios gastronómicos y otros, posee adaptaciones especiales para personas discapacitadas. Está provisto de un sistema de calefacción y renovación de aire, cuatro tableros numeradores transformables, más una red de 28 altavoces. Hasta 2008 contaba con un video-wall, y era el único estadio del país que cuenta con uno, pero la necesidad de ampliar la cantidad de asientos para la realización de la Copa Davis hizo que el video-wall tuviera que quitarse para reemplazarlo por asientos.
Una importante área de circulación perimetral cubierta se halla disponible para la realización de cualquier tipo de eventos simultáneos como gastronomía y degustación, exposición y venta de productos u otros. 
El estadio originalmente permitía albergar a 6482 espectadores sentados. Sin embargo, para la realización de la Copa Davis 2008, se agregaron nuevos asientos. Actualmente, el estadio dispone de 7666 asientos, aunque en condiciones máximas (con espectadores parados en los accesos y sentados en las escaleras) puede haber alrededor de 8000 personas. Cuenta también con acceso vip, para el periodismo, entrada independiente para jueces y jugadores, sala de conferencias, vestuarios e instalaciones complementarias.

## Historia
Originalmente construido para los XII Juegos Panamericanos de 1995, el Polideportivo Islas Malvinas se ha transformado en uno de los símbolos y máximos orgullos de la ciudad, debido a ser el único con las antemencionadas características. Cuando finalizaron los Juegos Panamericanos, se le comenzó a dar distintos tipos de usos. Uno, y quizás el que más haya justificado su existencia, fue ser el estadio donde el equipo de básquetbol de primera división de Peñarol es local (la mayor parte del año tiene este uso). Por un año, también lo ha sido en el mismo lugar su archirrival, Quilmes. Sin embargo, Peñarol posee su localía en este estadio, de manera casi ininterrumpida (hubo dos años en que por cuestiones económicas no pudo hacer uso de las instalaciones) desde 1995.
Además se lo utiliza para escenario de espectáculos, shows y recitales en el verano, aprovechando la temporada alta de la ciudad, donde la mayoría de los espectáculos de Buenos Aires se mudan a Mar del Plata.
Por último, vale aclarar que el estadio es usualmente el lugar donde se desarrollan torneos internacionales de deportes como básquetbol, balonmano y voleyball, así como también convenciones religiosas y exposiciones. Su gran capacidad y características de primer nivel le han permitido a través de los años una gran flexibilidad para desarrollar varios tipos de actividades.
Actualmente, el evento que convoca más gente y de manera regular, es el 'Superclásico' del básquetbol, Quilmes-Peñarol, donde el estadio se llena de fanáticos y simpatizantes e incluso en ocasiones las entradas se agotan por completo. En dicho día, se realizan grandes operativos de seguridad para evitar violencia entre las dos parcialidades.
El estadio fue elegido como sede de la final de la Copa Davis 2008 (España - Argentina) a disputarse del 21 al 23 de noviembre de 2008. Para dicha ocasión, se amplió la capacidad a 9800 espectadores con el fin de cumplir con medidas reglamentarias que exigía la organización. Sin embargo, luego se quitaron asientos móviles que se habían colocado exclusivamente para dicho torneo, y la capacidad final para todos los eventos es de 7666 espectadores.

## Eventos realizados

### Deportes
- Juegos Panamericanos de 1995
- Juego de las Estrellas de Básquetbol (en varias ocasiones)
- Campeonato Mundial de Baloncesto Sub-21 Masculino de 2005
- Partidos amistosos del Seleccionado de Básquetbol Argentino
- VIII Juegos ODESUR
- Muestra del Museo Argentino de Básquetbol
- Campeonato Mundial de Voleibol Masculino de 2002
- Juegos Deportivos Para-Panamericanos 2003
- Torneo Súper 8, ediciones 2007 y 2009
- Liga de las Américas 2009/2010
- Final Copa Davis 2008
- Campeonato Mundial de Taekwondo I.T.F. 2009
- Campeonato Mundial de Balonmano Masculino Juvenil de 2011
- Torneo de las Américas de 2011
- Campeonato Mundial de Taekwondo I.T.F. 2011

### Espectáculos
- 100% Lucha
- Casi Ángeles
- Harlem Globetrotters
- Julio Bocca
- Les Luthiers
- Midachi
- Patito Feo
- Soy Luna
- Moonpark
- Drácula, el musical - 20 años
- Stravaganza. Water in art

### Recitales
- Abel Pintos
- Alpha Blondy
- Andrés Calamaro
- Ataque 77
- Bandana
- Bersuit Vergarabat
- Cacho Castaña
- Calle 13
- Callejeros
- Catupecu Machu
- Chaqueño Palavecino
- Charly García
- Ciro y Los Persas
- Daddy Yankee
- Diego Torres
- Divididos
- Erreway
- Fito Páez
- Joan Manuel Serrat
- Joaquín Sabina
- Ke Personajes
- Lali Espósito
- León Gieco
- Luis Miguel
- Los Fabulosos Cadillacs
- Los Nocheros
- Los Piojos
- Medicine 8
- Miranda!
- Ricardo Montaner
- Néstor en Bloque
- No te va gustar
- Patricio Rey y sus Redonditos de Ricota
- Pimpinela
- Roxette I Ricky Martin
- Teen Angels
- Tini
- Wos
- airbag

### Convenciones y eventos
- Expo Construcción (en varias ocasiones)
- III Cumbre de los Pueblos de América (2005)
- CONGRESO NACIONAL DE MACEA "Mujeres más Desafiadas" 2023
- Luis Palau
- TMDG (TriMarchi Diseño Gráfico)
- Desde 1996 la Asociación de los Testigos de Jehová de Argentina a elegido este recinto para celebrar sus Asambleas de Distrito, ahora llamadas Regionales, y en algunos años lo han rentado hasta en dos oportunidades seguidas para presentar el mismo programa en diferentes fines de semana. En años más recientes al celebrar un solo evento con el agregado de asientos sobre el campo de juego sumada a todas las tribunas y rebatibles abiertas, incluyendo auditorios reducidos en salones debajo de la platea principal han logrado reunir a más de 9000 personas como sucedió durante la conclusión de su Asamblea Regional No se rinda!  de 2017.

| Predecesor: Gimnasio de la USBI Xalapa 2008-09 | Final de la Liga de las Américas III edición | Sucesor: Gimnasio de la USBI Xalapa 2010-11 |